# 渡辺等
渡辺 等（わたなべ ひとし、1960年7月30日 - ）は、日本のミュージシャンでベース奏者。エレクトリックベース、エレクトリック・アップライト・ベース、ウッドベースを主に使用するが、チェロ、マンドリン、ウクレレ、ブズーキ、12弦フレットレスギターなど、弦楽器全般を使用することができる。

## 経歴
1983年、SHI-SHONENでデビュー。アミューズに所属。同時期にReal Fishにも参加。1985年、SHI-SHONEN脱退、その後はセッションミュージシャン、スタジオミュージシャンとして活躍。レコーディングではあがた森魚、新居昭乃、嵐、伊藤真澄、岡本真夜、小川美潮、鬼束ちひろ、カジヒデキ、辛島美登里、菅野よう子、キリンジ、Kiroro、小島麻由美、COCCO、箏座、コトリンゴ、coba、GONTITI、坂本真綾、Seatbelts、椎名林檎、Jungle Smile、スキマスイッチ、谷山浩子、葉加瀬太郎、pizzicato five、フリッパーズギター、モーニング娘、森山直太朗、eufonius、遊佐未森、ル・クプル等の作品に参加。1990年に金子飛鳥、佐藤正治、塩谷哲とAdiを結成。他に現在まで5作のソロアルバムを発表する。AIRのサポートも行っている。

## 主な使用機材
- 自作プレシジョンベース（ディマジオ社PU、バダスブリッジ搭載。レコーディングでのメイン機）
- ミュージックマン・スティングレイ（非常に珍しいメイプル指板、ライン無しの初期型モデル）
- フォデラ・アンソニージャクソンモデル（コントロールを取り外したパッシブ仕様、主にレコーディングで使用）
- G&L社・L-2000（多くのライブで使われる、2005年よりPUはバルトリーニに交換）
- ミュージックマン・スティングレイ5（2000年代以降のライブで多く使われる）
- NSデザイン・EU-5 Bass

その他の機材、仕様についてはオフィシャルHP内の雑感日記に詳しい。

## ディスコグラフィー

### SHI-SHONEN
- Singing Circuit (1985年)
- DO DO DO (1985年)

### Adi
- HOME (1990年)
- Adi (1992年)
- SOFTLY (1992年)
- GOLCONDA (1993年)

### ソロアルバム
- 渡辺等とHililipom (1991年)
- portrait of summer (1998年)
- Chamber (1999年)
- Boring (2002年)
- two doors (2003年)
- moment(2024年)

## バンド参加
- ZABADAK
- AIR
- TARO HAKASE & THE LADS